# علي بابا والأربعين حرامي (فلم أمريكي)
علي بابا والأربعين حرامي (بالإنجليزية: Ali Baba and the Forty Thieves) هو فيلم مغامرات أمريكي تم إنتاجه في سنة 1944 وهو من بطولة جون هول وماريا مونتيز وإخراج أرثر لوبين، قصة الفيلم تبدأ بعد الغزو المغولي لبغداد بقيادة هولاكو، حيث يهرب الخليفة حسن مع إبنه علي إلى قصر الأمير قاسم لإعادة تنظيم صفوفهم لمواجهة المغول، لكن المغول يتمكنون من قتل الخليفة ويبقى ابنه علي ألذي يهرب إلى الصحراء، فيلعب دور روبن هود في الإغارة على قوافل المغول وتسليمها إلى الفقراء ويتعرف من خلالها أيضاً على أمارا ابنة الأمير قاسم ألتي تعلق بها.

## البطولة
- جون هول بدور علي بابا
- ماريا مونتيز بدور أمارا
- تورهان باي بدور جميل
- أندي ديفين بدور عبد الله
- كورت كاتش بدور هولاكو
- فرانك بوليا بدور الأمير قاسم
- فورتونيو بونانوفا بدور بابا العجوز
- موروني أولسن بدور الخليفة حسن
- رامزي اميز بدور نالو
- كريس بين مارتن بدور اللص السمين
- سكوتي بيكيت بدور علي بابا الصغير
- بيل ميتشل بدور الممرضة

## روابط خارجية
- مقالات تستعمل روابط فنية بلا صلة مع ويكي بيانات